# Krucyfiks (film)
Krucyfiks (ang. The Crucifixion) – brytyjsko-amerykańsko-rumuński horror z 2017 roku w reżyserii Xaviera Gensa. Scenariusz do filmu napisali Chad i Carey W. Hayes. Zdjęcia kręcono w Rumunii (m.in. Biertan, Sighișoara).
Film nawiązuje do autentycznego wydarzenia - morderstwa dokonanego przez egzorcystów na opętanej dziewczynie w Tanacu.

## Fabuła
Do więziennej celi trafia ojciec Anton, ksiądz, skazany za zabójstwo opętanej zakonnicy, nad którą sprawował egzorcyzmy.

## Obsada
- Sophie Cookson jako Nicole Rawlins
- Brittany Ashworth jako Vaduva
- Corneliu Ulici jako ojciec Anton
- Matthew Zajac jako biskup Gornik
- Radu Banzaru jako Amanar
- Javier Botet jako człowiek bez twarzy
- Florian Voicu jako Tavian
- Maia Morgenstern jako Dr. Funar
- Radu Andrei Micu jako Diakon

## Produkcja
15 lipca 2015 ogłoszono, że Sophie Cookson została przyznana główna rola w filmie. 16 października 2016 upubliczniono pierwsze fotosy filmowe.

## Wydanie
Chociaż premiera była zapowiadana na Screamfest Horror Film Festival w 2016 roku, to jednak obraz nie znalazł się w programie imprezy. 20 lutego 2017 upubliczniono pierwszy zwiastun filmu. W kinach w Ameryce Północnej pojawił się 6 października 2017.

### Reakcja krytyków
Na Rotten Tomatoes film otrzymał ocenę 6%, na podstawie 16 recenzji.